# Wazacha
Wazacha (dari وازه خواه, trl. Wāzahkhwāh; zapisywane również w transkrypcji angielskiej jako Wazakhwa, Waza-Khwa lub Wazi-Khwa) – miasto w Afganistanie, stolica dystryktu o tej samej nazwie w prowincji Paktika. W 2021 roku miasto liczyło ponad 47 tys. mieszkańców.
Mieści się tam Jednostka Wojskowa 4814 "W" Wojska Polskiego. 16 sierpnia 2007 w pobliskiej wiosce Nangar Chel miał miejsce incydent z udziałem polskich żołnierzy, w wyniku którego śmierć poniosło 6 cywilów.